# Цайнер, Иоганн

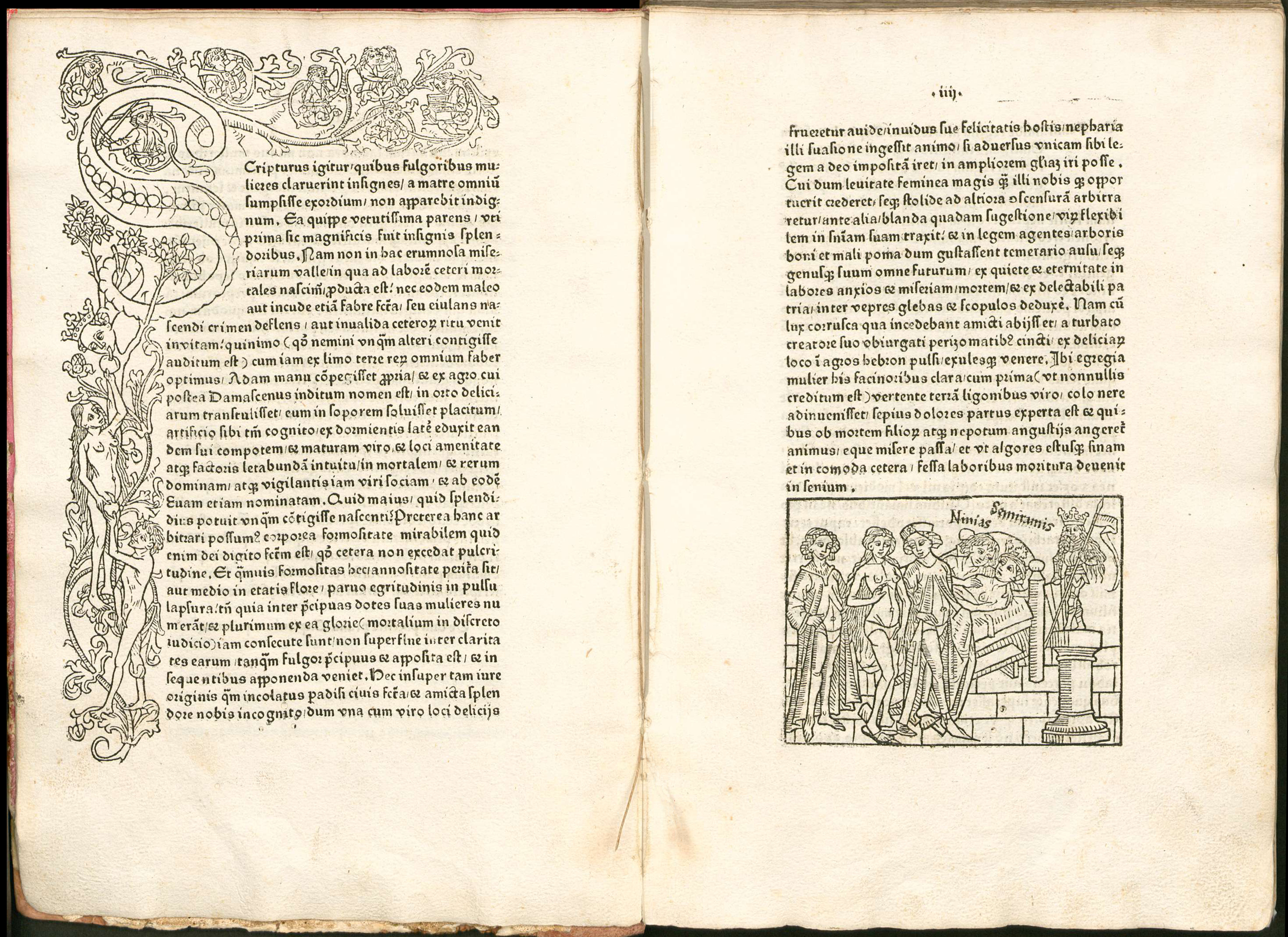
Разворот из книги «О славных женщинах» Бокаччо, напечатанной Цайнером в августе 1473 года.

Иоганн Цайнер (умер в 1523) — немецкий книгопечатник. Первым стал печатать книги в Ульме, где установил печатный пресс в 1473 году, а также издал первый немецкий перевод трактата «О знаменитых женщинах» Бокаччо. Книги Иоганна Цайнера отличает изящество декорировки.

## Биография
Иоганн Цайнер, как и Гюнтер Цайнер, был родом из Ройтлингена. Возможно, они были братьями, или, по крайней мере, родственниками. Учился книгопечатанию Иоганн, как и Гюнтер, в Страсбурге у Иоганна Ментелина. Там, в 1465 году он поженился на Сюзанне Цукверт, дочери местного каменщика.
Самое первое издание Гюнтера, «Песторднунг» (Pestordnung, книга о правилах поведения во время чумы) ульмского городского врача Генриха Штайнхёвеля (Heinrich Steinhöwel), напечатано 11 января 1473 года. Типография Иоганна Цайнера успешно проработала некоторое время, а потом закрылась. Цайнер, возможно, по причине долгов, был выслан из города. Однако, позднее он вернулся, и вновь занялся книгопечатанием: тоже ненадолго, до 1515 года. Последнее упоминание о Цайнере относится к 1523 году.

## Работы
К самым известным работам Цайнера относят немецкую хронику, составленную Генрихом Штайнхёвелем (первая хроника, напечатанная с помощью подвижных литер), а также книгу «О славных женщинах» Бокаччо. Перевод на немецкий выполнил тоже Штайнхёвель. Последующие переводы Штайнхёвеля (басни Эзопа, «Гризельда» Бокаччо с латинского перевода Петрарки) также были напечатаны Цайнером. Кроме того, Цайнер напечатал ряд религиозных трудов, в том числе Библию (1480). Как и многие его коллеги, Цайнер ориентировался как на интересы духовенства, так и на интересы бюргерства. Тем не менее, большого финансового успеха предприятие Цайнера не достигло.
Своей славой Иоганн во многом обязан так называемому Мастеру Бокаччо — анонимному гравёру, выполнившему иллюстрации для произведений Петрарки, Бокаччо и Эзопа, которые издал Цайнер. Они отличаются от прежних иллюстраций в инкунабулах улучшенной светотенью, объемностью, большей пластичностью. Этот стиль оказал влияние не только на иллюстрации в печатных книгах 1480-х годов, но и на всё последующее искусство ксилографии, в том числе, на Альбрехта Дюрера.